# Монтекальво-Версиджа
Монтекальво-Версиджа (итал. Montecalvo Versiggia) — коммуна в Италии, располагается в регионе Ломбардия, в провинции Павия.
Население составляет 579 человек (2008 г.), плотность населения составляет 52 чел./км². Занимает площадь 11 км². Почтовый индекс — 27047. Телефонный код — 0385.
Покровителем коммуны почитается святой Александр из Бергамо, празднование в последнее воскресение августа.

## Демография
Динамика населения:

## Администрация коммуны
- Официальный сайт: http://www.comune.montecalvo.pv.it/